# Gustav Müller
Karl Hermann Gustav Müller, född 7 maj 1851 i Schweidnitz, Schlesien, död 7 juli 1925, var en tysk astronom.
Müller blev 1877 assistent och 1882 observator vid astrofysikaliska observatoriet i Potsdam och var 1917-21 Karl Schwarzschilds efterträdare som direktor där. Müllers vetenskapliga verksamhet ligger nästan helt och hållet inom astrofysiken, särskilt astrofotometrin. Han utförde viktiga fotometriska undersökningar över de större planeterna samt över småplaneter och kometer. Hans undersökningar över Saturnusringens fotometri utgjorde grundvalen för Hugo von Seeligers teori över Saturnusringens konstitution. Det var på denna väg, som man först lyckades visa, att Saturnusringen i själva verket består av en mängd småpartiklar, som kretsar kring planeten, ett resultat, som senare bekräftades genom James Edward Keelers spektroskopiska undersökningar. Vidare undersökte Müller extinktionen i atmosfären och bestämde dess inflytande på de astrofotometriska observationerna. Bland hans större arbeten kan nämnas Photometrische Untersuchungen (1883), Photometrische und spectroskopische Beobachtungen angestellt auf der Säntis (1893), Helligkeitsbestimmungen der grossen Planeten und einiger Asteroiden (1893) samt läroboken Photometrie der Gestirne (1897).
Av störst betydelse var dock de tillsammans med Paul Kempf utförda undersökningarna inom spektralanalysen och astrofotometrin (särskilt beträffande fixstjärnorna). Han utgav vidare Geschichte und Literatur der als veränderlich anerkannten Sterne (tillsammans med Ernst Hartwig; tre delar, 1918, 1920, 1922).  Müller blev 1910 ledamot av Vetenskapssocieteten i Uppsala.